# Ali Suliman
Ali Suliman (arabisch علي سليمان, hebräisch עלי סלימאן; * 10. Oktober 1977 in Nazareth) ist ein israelischer Schauspieler arabisch-palästinensischer Abstammung.

## Leben
Ali Suliman hatte früh großes Interesse an der darstellenden Kunst, weshalb er die Schauspielschule Tel Aviv besuchte und diese im Jahr 2000 abschloss. Später schloss er sich der Commedia Dell'Arte in London an. Seit 1996 ist Suliman in Film und Fernsehen aktiv. Zunächst spielte er eine kleine Rolle in dem Film Chronik des Verschwindens. Weitere Nebenrollen folgten in Filmen wie Die syrische Braut oder Paradise Now.
2007 war er neben Jamie Foxx als Sgt. Haytham in Operation: Kingdom zu sehen. 2011 spielte er als Abu-Hassan Mohammed eine wiederkehrende Rolle in der Mini-Serie Gelobtes Land und trat auch in Homeland auf. 2013 spielte er an der Seite von Mark Wahlberg als Gulab eine prägnante Nebenrolle im Kriegsfilm Lone Survivor. 2018 übernahm er eine Nebenrolle in der Miniserie The Looming Tower.
2018 spielte er in der ersten Staffel der US-amerikanischen Actionserie Tom Clancy’s Jack Ryan die Hauptfigur Mousa bin Suleiman.

## Filmografie (Auswahl)
- 1996: Chronik des Verschwindens (Chronicle of a Disappearance)
- 2003: The Barbecue People
- 2004: Die syrische Braut (The Syrian Bride)
- 2005: Gehalim Iohashot
- 2005: Paradise Now
- 2007: Operation: Kingdom
- 2008: Lemon Tree
- 2008: Der Mann, der niemals lebte (Body of Lies)
- 2008: Granatäpfel und Myrrhe (Al-mor wa al rumman)
- 2009: The Time that Remains
- 2011: Gelobtes Land (The Promise, Mini-Serie, 4 Episoden)
- 2011: Homeland (Fernsehserie, Episode 1x01)
- 2012: The Attack
- 2012: Eine Familie im Krieg (Inheritance)
- 2012: Zaytoun – Geborene Feinde, echte Freunde (Zaytoun)
- 2012: The Last Friday
- 2013: Under the Same Sun
- 2013: Lone Survivor
- 2014: Fliegende Herzen (Flying Home)
- 2014: Mein Herz tanzt (Dancing Arabs)
- 2015: Ein Lied für Nour (Ya tayr el tayer)
- 2015: Zinzana
- 2016: The Worthy
- 2017: The State (Mini-Serie, 3 Episoden)
- 2018: The Looming Tower (Miniserie, 4 Episoden)
- 2018: Tom Clancy’s Jack Ryan (Fernsehserie, 1. Staffel/8 Episoden)
- 2019: Vom Gießen des Zitronenbaums (It Must Be Heaven)
- 2020: 200 Meters
- 2020: Flash Drive
- 2021: Amira
- 2021: Abdelinho
- 2022: Die Schwimmerinnen (The Swimmers)
- 2025: Das Haus David (House of David, Miniserie)